# Eric Griffin
Eric Griffin (* 24. února 1976, Boston, Massachusetts, USA) je americký rockový baskytarista a kytarista. Zakladatel skupiny Synical. Působil v kapelách jako jsou Murderdolls, Wednesday 13, Synical atd. Je z Bostonu, ale teď žije v Los Angeles. Kdysi s Benem Gravesem (Murderdolls) prodávali oblečení na Merlose Avenue. Objevil se ve videích Cold (Static-X) - jako upír, Back To School (Deftones) – student, Movies (AAF) a taky se mihnul ve filmu Queen Of The Damned.
Jeho první koncert na kterém byl byli Motley Crue. První desky: Když mu bylo 6, dostal album Dynasty (KISS) a v páté třídě Shout At The Devil (Motley Crue) a Stay Hungry (Twisted Sister)